# Friedrich Kayssler
Friedrich Kayßler ou Kayssler (né le 7 avril 1874 à Neurode, en province de Silésie et mort le 24 avril 1945 à Kleinmachnow, Troisième Reich) est un acteur de théâtre et de cinéma, écrivain, directeur de théâtre et compositeur allemand.

## Biographie
Au lycée Sainte-Marie-Madeleine de Breslau, Friedrich Kayßler se lia d'amitié avec Christian Morgenstern et Fritz Beblo.
Il succéda à son ami Max Reinhardt  (avec qui il avait joué au Deutsches Theater) à la Volksbühne Berlin de 1918 à 1923.
Inscrit sur la Gottbegnadeten-Liste (en français liste des bénis de Dieu, liste établie par le Ministère du Reich à l'Éducation du peuple et à la Propagande et Adolf Hitler), il fut tué par l'Armée rouge le 24 avril 1945, en tentant d'empêcher le viol de sa femme de ménage par des soldats soviétiques.

## Filmographie partielle
- 1915 : Der Tunnel de William Wauer
- 1924 : Comtesse Donelli de Georg Wilhelm Pabst
- 1924 : La Tragédie des Habsbourg (Tragödie im Hause Habsburg) d'Alexander Korda
- 1927 : Une Dubarry moderne (Eine Dubarry von heute) d'Alexander Korda
- 1930 : Tempête sur le mont Blanc d'Arnold Fanck
- 1930 : Le Concert de flûte de Sans-Souci de Gustav Ucicky
- 1931 : 24 Stunden aus dem Leben einer Frau de Robert Land
- 1931 : Yorck de Gustav Ucicky
- 1932 : Die elf Schill'schen Offiziere de Rudolf Meinert
- 1935 : La Fille des marais de Douglas Sirk
- 1935 : Le Haut Commandement (Der höhere Befehl) de Gerhard Lamprecht
- 1937 : Der Hund von Baskerville de Carl Lamac
- 1940 : Friedrich Schiller - Le triomphe d'un génie d'Herbert Maisch
- 1940 : Bismarck de Wolfgang Liebeneiner

## Œuvres
- 1905: Simplicius
- 1909: Sagen aus Mijnhejm
- 1910–1914: Schauspielernotizen
- 1917: Jan der Wunderbare
- 1917: Zwischen Tal und Berg der Welle
- 1924: Stunden in Jahren